# 日野西資子
日野西 資子（ひのにし すけこ、藤原資子，1384年—1440年10月3日），室町時代貴族。後小松天皇的後宮、女院，称光天皇之母，後花園天皇的准母，日野西資国之女，权大纳言日野資教養女。院号光範門院。

## 生平
元中元年（1384年）日野西資子出生，应永7年（1400年）作为伯父权大纳言日野資教的養女，入後小松天皇的後宮。应永8年（1401年）3月29日生躬仁親王（实仁、称光天皇），应永11年（1404年）生皇子（小川宮），应永15年（1408年）生理永女王。应永19年（1412年）、实仁親王即位。应永24年（1417年）正月，为从二位。应永32年（1425年）七月廿九日，准三宮、女院、号光範門院。正長元年（1428年），称光天皇崩御之後，没有嗣子，後花園天皇即位，皇統转移到伏見宮系統。永享5年（1433年），後小松天皇崩御後，日野西資子出家。永享12年九月初八（1440年10月3日），日野西資子以57岁薨逝。